# Areh (priimek)
Areh je priimek več oseb:
- Sonja Areh Lavrič (* 1947), slovenska političarka
- Valentin Areh (* 1971), slovenski novinar, vojni dopisnik, pisatelj